# Institut supérieur de technologie de Mamou
L'Institut supérieur de technologie de Mamou (IST-Mamou) est un établissement d'enseignement supérieur public de Guinée, situé à Téliko dans la préfecture de Mamou, au centre-ouest du pays.

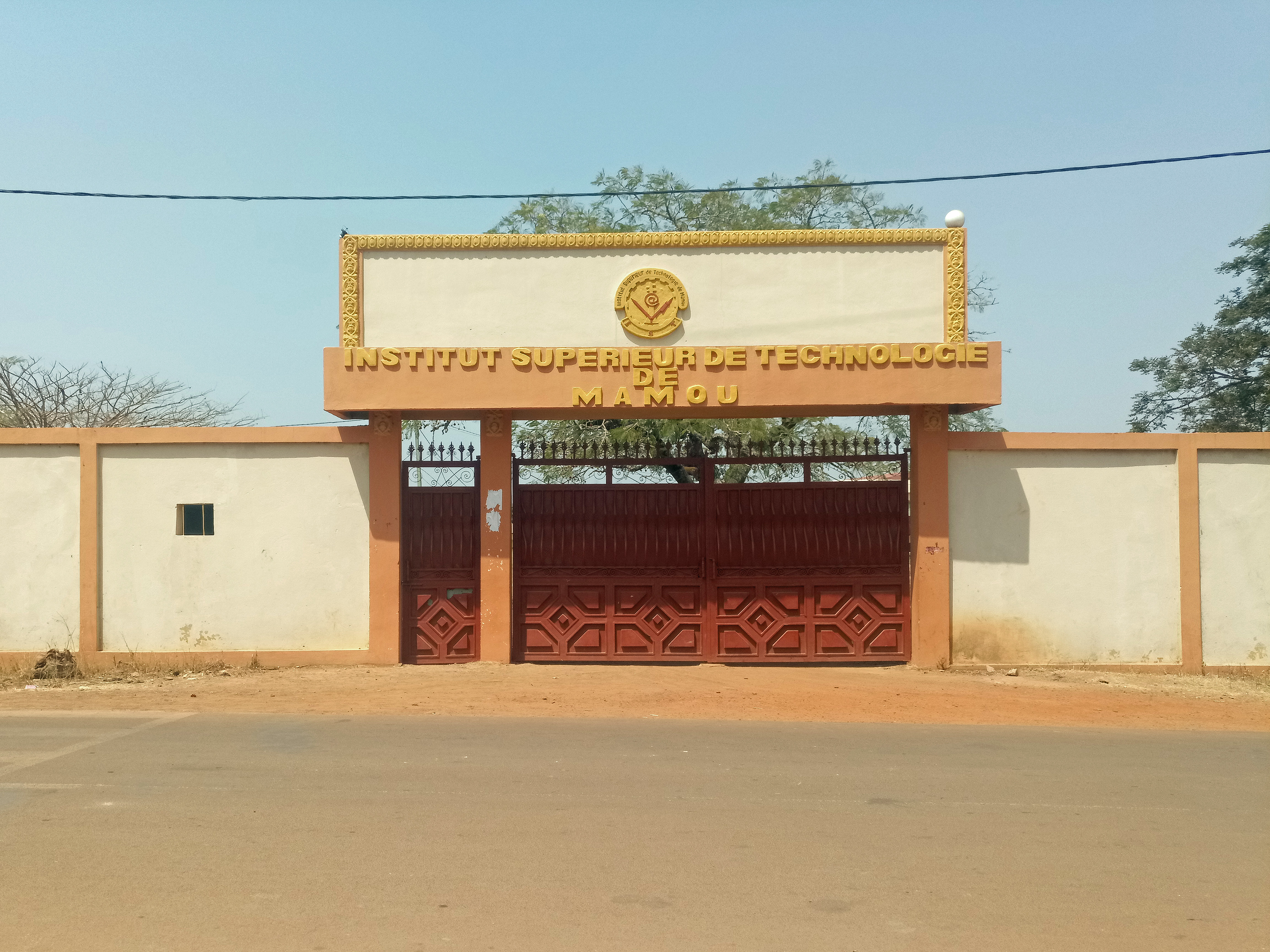
Entrée de l'IST de Mamou

Placé sous la tutelle du Ministère de l'Enseignement supérieur, de la Recherche scientifique et de l'Innovation (Guinée), c'est le plus ancien des instituts d'enseignement supérieur de la région de Mamou,,. Il forme environ 200 ingénieurs par an.

## Localisation
L'IST a été aménagé sur le site d'une ancienne école, à Téliko, un quartier situé à 4 km de la ville de Mamou. Trois bâtiments pour les salles de cours, une salle machine, un laboratoire et une mosquée y ont été ajoutés.

## Histoire
L'IST est inauguré le 25 janvier 2004, officiellement créé par un arrêté du 25 août 2004, dans le cadre d'une politique de décentralisation des institutions d'enseignement supérieur (IES) en République de Guinée. La première promotion arrive à la rentrée 2008, avec un effectif de 106 étudiants. L'Institut forme à présent environ 200 ingénieurs par an.
Le nom de l'économiste et ministre Abdoulaye Yéro Baldé est donné à la 11e promotion sortie en juin 2019. À cette date, 537 étudiants, dont 63 filles, avaient reçu leurs diplômes de fin de cycle.
Selon les autorités, la présence de l'IST et la prochaine implantation d'une usine d’assemblage et de montage de tablettes à proximité de Mamou devraient contribuer à faire de cette zone une sorte de « Silicon Valley ». 
Le directeur général de l'IST est le professeur Cellou Kanté. Il a été confirmé dans son poste en 2017.

## Programmes
L'IST de Mamou propose six filières technologiques :
- Programme de Licence en Génie informatique
- Programme de Licence en Conception & Fabrication Mécanique
- Programme de Licence en Technique des Equipements Biomedicaux
- Programme de Instrumentation et Mesures Physiques
- Programme de Licence en Techniques de Laboratoire
- Programme de Licence en Energétique

## Partenariats
Le 21 octobre 2019, l'IST signe une convention de partenariat avec l'université d'Artois en France.

## Prix et reconnaissances
- 2020: le prix de l’UMEOA de la 8ème édition du salon africain de l’invention et l’innovation technologique à Brazzaville